# Pfarrkirche Großwarasdorf

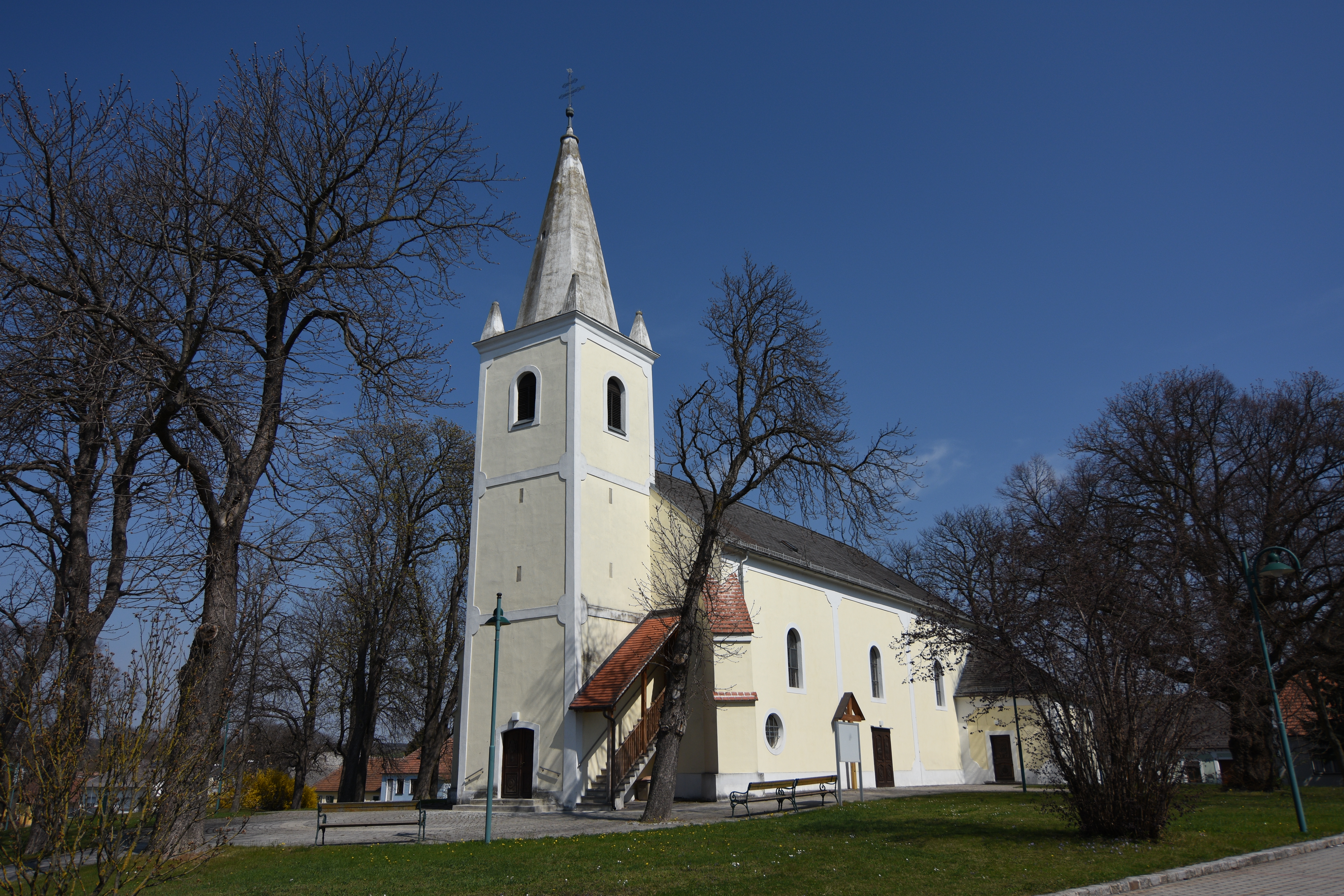
Pfarrkirche Großwarasdorf

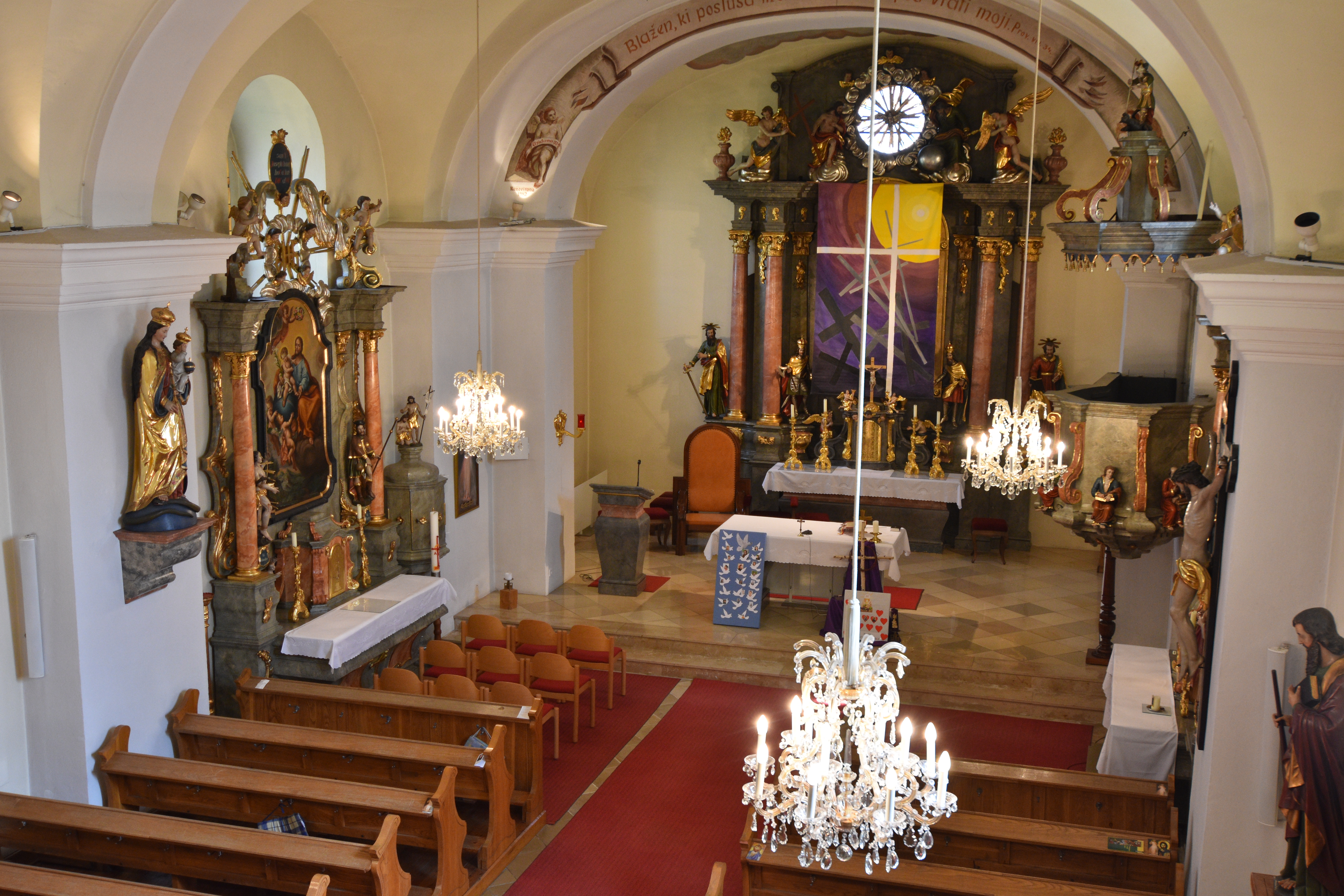
Der Innenraum der Kirche

Die römisch-katholische Pfarrkirche Großwarasdorf steht auf einem Hügel am westlichen Dorfende in der Ortschaft Großwarasdorf (kroatisch Veliki Borištof, ungarisch Szufabadbáránd) im Bezirk Oberpullendorf im österreichischen Burgenland. Sie ist dem heiligen Demetrius geweiht und gehört zum kroatischen Dekanat Großwarasdorf.

## Geschichte
Die Kirche war bereits vor 1383 Pfarre. Der heutige Bau stammt aus der ersten Hälfte des 18. Jahrhunderts. Restaurierungen erfolgten in den Jahren 1859 und 1958.

## Architektur
Die Kirche ist ein einschiffiger Bau mit eingezogenem Chor, der gerade abgeschlossen ist. Auf der Westfront sind Strebepfeiler. Der vorgesetzte Westturm ist dreigeschoßig mit einem steinernen Pyramidenhelm. Das dreijochige Langhaus hat ein Kreuzgratgewölbe. Die dreiachsige Empore hat eine vorgebauchte Holzbrüstung. Ein schmaler Triumphbogen trennt den Chor vom Kirchenschiff. Der Chor ist kappengewölbt.

## Ausstattung
Zur Einrichtung aus der Mitte des 18. Jahrhunderts gehört der Hochaltar aus je zwei verkröpften Gebälkstücken über je zwei Säulen und Pilastern. Das Altarbild zeigt den heiligen Demetrius. Seitlich befinden sich Schnitzfiguren der Heiligen Petrus und Paulus, des heiligen König Stephan und des heiligen Ladislaus. Im Aufsatz ist eine plastische Gruppe der Heiligen Dreifaltigkeit.
Die beiden Seitenaltäre gleichen im Aufbau dem Hochaltar. Der linke hat ein Bild des heiligen Josef und wird durch Figuren der Heiligen Sebastian und Rochus flankiert. Das rechte Seitenaltarbild zeigt die Immaculata und wird durch Seitenfiguren des hl. Joachim und der hl. Anna flankiert.
Die barocke Kanzel ist mit Sitzfiguren der Evangelisten verziert. Auf dem Schalldeckel ist der heilige Michael zu sehen. Weiters gibt es einen Taufkasten aus Holz mit einer kleinen plastischen Täufergruppe sowie ein hölzernes Kruzifix aus dem 18. Jahrhundert an der rechten Seitenwand. Aus der ersten Hälfte des 19. Jahrhunderts stammt die Schnitzfigur „Maria mit Kind“ an der linken Wand.
Die Orgel aus 1995 mit 13 Registern und 2 Manualen stammt von Rieger Orgelbau.
Eine Glocke goss Friedrich Seltenhofer aus Sopron im Jahr 1838.